# Brädi
Brädi, pseudonimo di Kari Olavi Härkönen (9 aprile 1979), è un rapper finlandese.
Brädi canta in finlandese e cantava anche in inglese.

## Biografia

### Gli inizi
Brädi cominciò la sua carriera musicale sotto il nome di A'damite nel 2001. Entrò nel gruppo 5th Element, con il quale incise tre album
Brädi fu membro del trio hip hop Herrasmiesliiga con Cheek e TS. Ha aperto molti concerti di Cheek come "tuplaamassa". Ha inoltre collaborato con Cheek partecipando dei video di Huligaani, Raplaulajan vapaapäivä, Täältä sinne, Liekeissä, Jos mä oisin sä, Viihdyttäjä e Maanteiden kingi.
È inoltre apparso in registrazioni con Näkökulma, Maajoukkue, A04 e MGI.

### Solista
Il primo album di Brädi fu Repullinen hiittiä, pubblicato nel maggio del 2010. L'album fu prodotto da MGI e vede la partecipazione di Sami Saari. Seguì un album di remix, Repullinen remixejä nel 2012. Nello stesso anno venne pubblicato il secondo album, Näis kengis, da cui venne estratto il singolo Lämpöö che raggiunse la vetta delle classifiche finlandesi.
Nel 2014 venne pubblicato il terzo album, III.

## Vita privata
Brädi incominciò come sportivo giocando a pallacanestro e è un annunciatore per la squadra di basket finlandese Namika Lahti.

## Discografia
- 2010 - Repullinen hiittiä
- 2012 - Näis kengis
- 2014 - III